# پائول هرن
پائول هرن (به آلمانی: PAUL HORN) (زاده ۱۴ ژانویه ۱۸۶۳ در هاله آندرسال، درگذشته ۱۱ نوامبر ۱۹۰۸ در استراسبورگ) زبان‌شناس آلمانی و متخصص زبان‌های ایرانی و ترکی است. او در سال ۱۸۸۳ تحصیلات خود را در رشته‌های سانسکریت، اوستا، فارسی و زبان‌شناسی تطبیقی در دانشگاه هاله آغاز کرد. در این دانشگاه، در ۶ ژوئن ۱۸۸۵ مدرک دکترای خود را تحت نظر کریستیان بارتولومه (به‌ویژه در زمینه اشتقاق اسمی در اوستا و کتیبه‌های فارسی باستان) دریافت کرد (فقط بخش اول این رساله، «دسته‌ها بر روی اسپیرانت‌ها»، منتشر شد). سپس رساله شایستگی خود را در سال ۱۸۸۹ در دانشگاه کایزر ویلهلم در استراسبورگ نوشت و در سال ۱۸۹۲ اجازه تدریس در رشته زبان‌شناسی تطبیقی هندواروپایی را دریافت کرد. در سال ۱۹۰۰ در همان دانشگاه به عنوان استاد ارشد (استاد همکار) این رشته منصوب شد. پس از سال‌ها رنج، در ۱۱ نوامبر ۱۹۰۸ در سن ۴۵ سالگی درگذشت. مرگ زودهنگام او مانع از تکمیل بسیاری از آثار ناتمامش شد، از جمله دیکشنری فارسی نو و شرحی از فرهنگ فارسی بر اساس توصیف‌های موجود در شاهنامه. او در سال ۱۸۹۱ با هلن شاوپ ازدواج کرد و یک سال بعد دختری به نام هلن به دنیا آورد. هورن پیرو مذهب کلیسای انجیلی بود و درجه سرهنگ دومی پیاده‌نظام را داشت.
با وجود سلطه عظیم تئودور نولدکه و هاینریش هوبشمان (که هر دو در استراسبورگ تدریس می‌کردند)، برای هورن دشوار بود که شهرت مشابهی کسب کند. هورن خود را یک پژوهشگر تاریخ و ادبیات فارسی می‌دانست و آثار زیادی در زمینه مطالعات ایرانی (زبان‌شناسی و تاریخ ایران) منتشر کرد، اما تأکید او بیشتر بر زبان فارسی نو بود. فصل او در کتاب «خطوط کلی زبان‌شناسی ایرانی» همچنان توسط پژوهشگران جدید نادیده گرفته نشده است، همان‌طور که چند سال پیش سی. جی. سرتی به آن اشاره کرد. کتاب «خطوط کلی اتیمولوژی فارسی نو» هورن (استراسبورگ، ۱۸۹۳) دوباره چاپ شد (در سال‌های ۱۹۷۴ و ۱۹۸۸) و به فارسی ترجمه شد (توسط جلال خالقی‌مطلق، «اساس اشتقاق فارسی»، تهران، ۱۹۷۷). او به تعدادی از زبان‌های باستانی و مدرن تسلط داشت و از جمله امتیازات او، شناخت بسیار زودهنگام اهمیت منابع سیگیلوگرافی برای ایران‌شناسان بود. هورن سفرهایی به کشورهای مختلف داشت و از این سفرها فهرست‌های مهمی از دست‌نوشته‌ها تهیه کرد. او متون دست‌نوشته زیادی را ویرایش کرد و انتشار یادداشت‌های شاه طهماسب اول و دیکشنری کلاسیک اولیه فارسی «لغت‌فرس» قدردانی متخصصان را جلب کرد. در حوزه مطالعات ترکی، هورن به عنوان یک مرجع شناخته‌شده در استراسبورگ بود.
در طول سال‌هایی که در استراسبورگ تدریس می‌کرد، هورن تلاش کرد تا نتایج پژوهش‌های ایرانی‌شناسی را از طریق ضمائم روزنامه‌ها و گزارش‌های خلاصه‌شده به جامعه علمی گسترده‌تری معرفی کند. اگر دانشگاه کایزر ویلهلم در استراسبورگ در دوره پس از ۱۸۷۲ به یک مرکز مطالعات شرقی تبدیل شد، می‌توان گفت هورن نقش مهمی در این فرآیند ایفا کرده است.
هورن با دیگر ایران‌شناسان برجسته زمان خود در تدوین «خطوط کلی زبان‌شناسی ایرانی» (۲ جلد، استراسبورگ، ۱۸۹۶-۱۹۰۴) که خلاصه‌ای دایره‌المعارفی از زبان‌ها و تاریخ ایران فراهم کرد، مشارکت داشت. علاوه بر فصل فوق‌الذکر در جلد اول، او فصل هفدهم را درباره تاریخ ایران پس از فتح مسلمانان نوشت. او همچنین به سایر آثار مروری کمک کرد: «ادبیات‌های شرقی. فرهنگ معاصر» که به ادبیات فارسی میانه، فارسی نو و ادبیات ترکی پرداخته است؛ «ادبیات‌های شرق در توصیف‌های جداگانه». این اشتباه هورن نبود که سهم او در اتیمولوژی فارسی نو بعد از تغییر قرن با کشف‌های جدید متون و زبان‌های ایرانی میانه در آسیای مرکزی مورد توجه قرار نگرفت.